# 野田武義
野田 武義（のだ たけよし、1927年（昭和2年）6月27日 - 2005年（平成17年）5月8日）は、日本の政治家。釜石市長（3期）。

## 経歴
岩手県上閉伊郡釜石町（現・釜石市）出身。1945年、岩手県立釜石商業学校（のち岩手県立釜石商業高等学校、現・岩手県立釜石商工高等学校）卒。釜石市議会議員を4期務め、1971年、岩手県議会議員に当選し、4期務める。1987年、釜石市長に当選し、市長を3期務める。1999年に市長を退任した。2005年に死去した。

## 栄典
- 1982年 - 藍綬褒章
- 1999年 - 勲三等瑞宝章